# Ульрих, Николай Николаевич
Николай Николаевич Ульрих (4 [17] августа 1902, Новоникольское, Тамбовская губерния — 1999, Москва) — советский и российский академик, профессор и заведующий лабораторией в 1961—1979 годах в Московской сельскохозяйственной академии имени К. А. Тимирязева, изобретатель  зерноочистительных машин, лауреат премии Совета Министров СССР.

## Биография
Дом аптекаря Ульриха
Николай родился в дворянской семье в родовом имении матери Лидии Николаевны Снежковой (1877—1960) в селе Новоникольское в Козловском уезде Тамбовской губернии. В усадьбе Ульрих в городе Задонске создан музейный комплекс городской дворянской усадьбы «Дом аптекаря Ульриха».
Отец Николай Николаевич Ульрих (1870, с. Колодез — 1937, Орёл) родом из семьи задонских провизоров, надворный советник, был гласным Козловского уездного земского собрания в 1911—1916 годах, губернским гласным от Козловского уезда в 1910—1917 годах, прокурором окружного суда Курской губернии в 1910—1912 годах, прокурором Нижегородской губернии в 1912—1914 годах, товарищем прокурора Московской судебной палаты в 1916—1917 годах, инспектором Народного комиссариата продовольствия в 1918—1919 годах, сотрудником транспортно-материального отдела ВСНХ в 1920—1921 годах, заведующим совхоза Московского областного земельного отдела в 1921—1922 годах, сотрудником в лаборатории Винторгправления от ВСНХ с 1922 года, главным виноделом на Орловском винзавод до 1937 года, в 1937 году арестован и расстрелян.
Сестра Лидия Николаевна Ульрих (1906—1988, Москва) учитель литературы в Ташкентском пединституте имени Низами, в Узбекском республиканском педагогическом институте русского языка и литературы, автор книг по Фёдору Гладкову, мать художницы Джанны Тутунджан (1931—2011).
Николай в 1912 году поступил в 1 класс дворянского института императора Александра II по месту службы отца. В 1916 году семья переехала в г. Москву, проживали на Арбате в Большом Николо-Песковском переулке, 13 (тел.13-44).
ВИМ
В 1931 году Н.Н. Ульрих сотрудничал с Народным комиссариатом торговли СССР, Всесоюзным объединением по импорту и экспорту сельскохозяйственных машин ("Сельхозимпорт"), был заведующим лабораторией механизации зерноочистки при Всесоюзном институте механизации сельского хозяйства Всесоюзной академии сельскохозяйственных наук, являлся научным сотрудником в области механизации Всесоюзной Академии Сельхознаук в 1936 году. Создавал отечественные машины по зерноочистке. Первой машиной, разработанной
лабораторией ВИМ под руководством Ульриха в 1931 году стала деревянная веялка-сортировка ВС-2 с ручным приводом. В 1934 году ими же была создана зерноочистительная машина «Союзнаркомзем».
Проживал в Москве с семьей в знаменитом Доме вдов по улице Каляевской, дом 5, где и был арестован в 1938 году (дело П-52504). В 1948 году освободился, но пришлось остаться жить и работать заведующим семенной лабораторией в г. Кустанай. В 1949 году был повторно арестован Карабалыкским РО УМГБ и приговорен Кустанайским облсудом 22.08.1949 года по обвинению в агитации за свержение, подрыв, ослабление Советской власти 58-10 УК РСФСР к 10 годам ИТЛ. Реабилитирован Верховным Судом СССР за отсутствием состава преступления 19.02.1955 года. В Усольлаге сидел вместе с немецким архитектором Филиппом Тольцинерем, который в своём рассказе «Узник Усольлага» описывает годы проведенные вместе с Николаем Николаевичем.
В 1955 году смог вернуться в Москву, продолжил заниматься механизацией семеноводства для сельского хозяйства. В 1957 году успешно защитил диссертацию на звание кандидата сельскохозяйственных наук, в 1977 году – доктора сельскохозяйственных наук (ВАСХНИЛ, НИИ механизации сел. хозяйства (ВИМ)), затем получил звание академика, был профессором и заведующим лаборатории в 1961—1979 годах в Московской сельскохозяйственной академии имени К. А. Тимирязева.
Семья
Жена София Дайниховская и дочь Лилия.
В 2015 году правнучка актриса Софья Каштанова передала архивные документы академика Н.Н. Ульриха в музей МСХА имени К.А. Тимирязева.

## Вклад в науку
Вместе с отцом участвовал в проекте под руководством Н.И. Бухарина по созданию научного и градостроительного Дворца Техники СССР (крупнейшего в мире центра научно-технической пропаганды): «Расширенное проектное задание технологической части лаборатории сепарирования семенных смесей сектора сельского хозяйства Дворца Техники» (1934), «Зерноочистительные машины» сектора сельского хозяйства Дворца Техники» (1935).
Был автором несколько книг об основах очистки и сортирования семян и запатентованных изобретений, издавался в журнале «Новое в сельском хозяйстве». 
Является первым советским ученым, внесший значимый вклад в разработку теории и расчета процесса разделения семян.